# شیشه زیستی

ساختار مولکولی شیشه زیستی

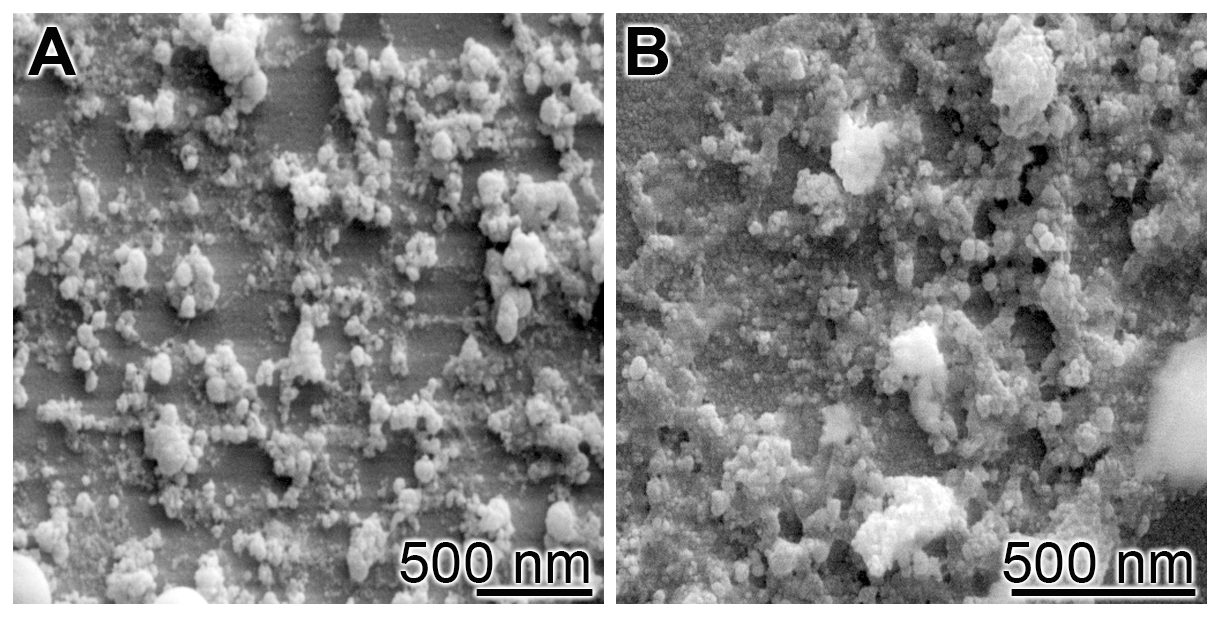
شکل بیوگلس

شیشه زیستی (انگلیسی: Bioglass) بیوگلس 45S5 شیشه‌ای است که ۴۵٪ آن SiO2 و ۲۴٫۵٪ آن CaO24.5%,Na2O و ۶٪P2O5 است. شیشه‌ها جامدات غیر کریستالی آمورفی هستندکه از ترکیبات سیلیکایی تشکیل شده‌اند. در تولید آن برخلاف Glass ceramic که دما به تدریج کم می‌شود پس از قرار دادن مواد در کوره و رسیدن به دمای مناسب به‌طور ناگهانی آن را سرد می‌کنیم و ساختار آمورف می‌گیرد. در مقایسه با شیشه آهکی سود دار (soda-lime glass) بیوگلس 45S5 مقادیر کمتری سیلیکا و بیشتری از کلسیم و فسفر دارد. اسم 45S5 نشان دهنده سهم ۴۵ درصدی SiO2 و نسبت مولی ۵ به ۱ کلسیم به فسفر است. نسبت بالای کلسیم به فسفر ایجاد کریستال‌های آپاتیتی را محتمل می‌کند. یون‌های کلسیم و سیلیکا به عنوان هسته‌های کریستالی‌کننده عمل می‌کنند. اگر نسبت کلسیم به فسفر کم باشد ساختار به استخوان متصل نمی‌شود. دلیل استفاده از بیوگلس 45S5 در کارهای پزشکی شباهت ترکیب آن به هیدروکسی آپاتیت، ماده معدنی استخوان، است.
این ماده باید در جای خشک نگهداری شود چون به راحتی رطوبت را جذب می‌کند و با آن واکنش می‌دهد.
بیوگلس 45S5 اولین ماده مصنوعی بود که از لحاظ شیمیایی با استخوان پیوند برقرار کردو یکی از مزیت‌های آن زیست سازگاری و زیست تخریب‌پذیری آن و عدم پاسخ ایمنی است و کاربرد اولیه آن ترمیم آسیب‌های استخوانی یا نقص‌هایی که امکان تولید دوباره آن با فرایندهای طبیعی وجود ندارد می‌باشد.
اولین جراحی موفقی که بیوگلس 45S5 در آن استفاده شد در جایگزینی استخوانچه‌های گوش میانی بود که برای حل مشکل هدایتی شنوایی بود.

## تاریخچه
شیشه زیست فعال یکی از اولین مواد کاملاً ساختگی است که یکپارچه به استخوان متصل می‌شود؛ و توسط لری هنچ در اواخر دهه ۶۰ میلادی ساخته شد. ایده ساخت این ماده در سال ۶۷ میلادی به ذهن دکتر هنچ رسید هنگامی که در اتوبوس نشسته بود. او که استادیار دانشگاه فلوریدا بود تصمیم گرفت در کنفرانس تحقیق مواد ارتش آمریکاکه در نیویورک برگزار می‌شد شرکت کند در حالی که قرار بود راجع به مقاومت مواد الکترونیکی در مقابل اشعه صحبت کند. او هنگامی که در اتوبوس نشسته بود، تحقیقش را با کلنل کلینکر در میان گذاشت که تازه از خدمت در ویتنام به آمریکا برگشته بود.
بعد از گوش دادن به توضیحات هنچ دربارهٔ تحقیقش کلنل این سؤال را مطرح کرد که اگر می‌شود ماده‌ای ساخت که در مقابل اشعه با انرژی بالا مقاومت کند، می‌توان ماده‌ای ساخت که در بدن انسان بدون مشکل باقی بماند؟ بعد کلینکر دربارهٔ قطع عضوی از بدن خودش را که در ویتنام حاصل شده بود توصیف کرد که حاصل پس زدن فلز و پلاستیک توسط بدنش بود. سپس هنچ متوجه شد ماده جدیدی نیاز است که ارتباط زنده با بافت‌های بدن برقرار کند.
وقتی هنچ به فلوریدا بازگشت پیشنهاد یک طرح را به بخش تحقیق ارتش آمریکا داد. او در سال ۶۸ بودجه برای این کار دریافت کردو در نوامبر سال ۶۹ شروع به ساخت مستطیل‌های کوچکی با نام شیشه 45S5 کرد. تد گرینلی استادیار جراح ارتپدی دانشگاه فلوریدا آن‌ها را در بیمارستان VA گینسویل در ران موش ایمپلنت کرد. شش هفته بعد گرینلی با تعجب از هنچ دربارهٔ آن مستطیل‌ها و مواد تشکیل دهنده‌شان پرسید و اشاره کرد من به آن‌ها فشار وارد کردم، آن‌ها را کشیدم، در استخوان شکاف ایجاد کردم با این وجود آن‌ها هم چنان به استخوان متصل می‌مانند.
با این آزمایش موفق بیوگلس به وجود آمد  و اولین ترکیبات مطالعه شدند. هنچ اولین مقاله خود در این موضوع را در سال ۷۱ منتشر کردو آزمایشگاه او برای ۱۰ سال آینده روی این موضوع مطالعه می‌کرد و همچنان از بودجه ارتش استفاده می‌کرد. تا اوایل قرن ۲۱ بالای ۵۰۰ مقاله از موسسات و آزمایشگاه‌های سراسر دنیا در این موضوع منتشر شد.
اولین جراحی موفقی که از بیوگلس 45S5 استفاده شد در جای‌گذاری استخوانچه‌های گوش میانی بود که در درمان مشکل هدایتی گوش استفاده شد و اکنون از این ماده در فرایندهای تشکیل مجدد استخوان استفاده می‌شود.

## انواع شیشه های زیست فعال
به‌طور کلی سه نوع شیشه زیست فعال سیلیکاتی، بوراتی و فسفاتی وجود دارد. 
- سیلیکاتی

شناخته ترین شده این گروه ها هستند که شیشه زیستی جزو این دسته است.
- بوراتی

گروه بوراتی ها که در ساختار خود مقداری دارای بور هستند زیست تخریب پذیری بالاتری و به عبارت دیگر ماندگاری شیمیایی کمتری دارند امانسبت به شیشه های سیلیکاتی به میزان بیشتری به هیدروکسی آݕاتیت تبدیل میشوند همچنین شیشه‌های زیست‌فعال بوراتی، رشد و تمایز سلولی را در محیط برون‌تنی و تشکیل بافت را در محیط درون‌تنی حمایت می‌کنند. همچنین این شیشه‌ها، می‌توانند از قبل در محلول فسفاتی واکنش نشان‌داده، به‌صورت موادی توخالی
ساخته شوند. هیدروکسی‌آپاتیت تشکیل‌شده توسط شیشه‌های بوراتی متخلخل است و قابلیت بارگذاری با دارو را دارد و در زمان کاشت، دارو برای روزها یا هفته‌ها به بافت محاصره کننده نفوذ می‌کند دارورسانی را برای درمان 
عفونت‌های استخوانی دارند. نگرانی که درباره شیشه‌های زیست‌فعال بورات وجود دارد مربوط به سمیت آن‌هاست که به‌دلیل آزاد شدن بورون در محلول به‌صورت یون بورات (BO3)-3 است. اگرچه 
این سمیت سلولی در شرایط کشت برون‌تنی ایستا دیده‌ می‌شود، اما سمیت آن در محیط‌های کشت پویا کاهش می‌یابد.
- فسفاتی

شیشه‌های فسفاتی، بر پایه‌ی شبکه‌ی شیشه‌ای P2O5 هستند که در آن‌ها Na2O و CaO به‌عنوان تغییر‌دهنده استفاده‌شده و در مصارف زیست‌پزشکی به‌کار می‌روند. از آنجا که یون‌های تشکیل‌دهنده آن‌ها مشابه فاز معدنی استخوان‌اند، این شیشه‌ها تمایل خوبی برای برقراری پیوند شیمیایی با استخوان داشته و بنابراین ظرفیت استفاده در امور بالینی به‌عنوان یک ماده‌ی قابل جذب را دارا هستند.

## مکانیسم عمل (مهندسی بافت)

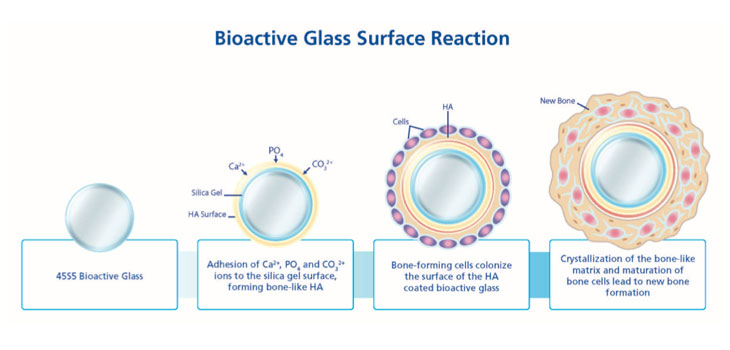
ادغام بیوگلس با استخوان

در بعضی موارد P2O5 در بیوگلس وجود ندارد به دلیل این که در خون نمک‌های فسفردار وجود دارد.CaO و Na2O باید کنار شیشه باشند تا به آن قابلیت تعویض یونی بدهند.SiO2 با انجام شدن تعویض یونی تبدیل به ژل سیلیکاتی می‌شود و بستر برای ایجاد کلسیم فسفات آمورف ایجاد می‌شود. این ساختار آمورف به مرور کلسیم به دست می‌آورد و کریستالی می‌شودبعد استئوبلاست‌ها وارد آن می‌شوندو استخوان‌سازی رخ می‌دهد. نسبت ایده‌آل کلسیم به فسفر در هیدروکسی آپاتیت ۱٫۶۷ است (در حالت کریستالی)
وقتی بیوگلس 45S5 ایمپلنت می‌شود با مایع فیزیولوژیک اطراف واکنش می‌دهد و لایه هیدروکسی کربنات آپاتیت (HCA)را در سطح ماده ایجاد می‌کند. لایه HCA ترکیب مشابهی با هیدروکسی آپاتیت دارد. این ویژگی باعث اتصال و ارتباط قوی با استخوان می‌شود.
مراحل این اتصال ۱۲ قدم دارد. ۵ قدم اول به پاسخ شیشه زیست فعال به محیط درون بدن مربوط می‌شود و در چند ساعت در سطح ماده به سرعت رخ می‌دهد. قدم ۶ تا ۱۰ واکنش بدن به ورود ماده و اتصال آن به استخوان مربوط می‌شود.
۱. یون‌های آلکالی در سطح شیشه با یون هیدروژن درون مایع بدن جابه‌جا می‌شود. این کار باعث هیدرولیز گروه‌های سیلیکایی می‌شود. با این اتفاق pH محلول زیاد می‌شود.
-Si⎯O⎯Na+ + H+ + OH− → Si⎯OH+ + Na+ (aq) + OH
۲. با افزایش غلظت هیدروکسیل در سطح، حل شدن شبکه شیشه سیلیکایی رخ می‌دهد (باتوجه به شکسته شدن پیوند Si-O-Si) سیلیکای قابل حل به Si(OH)4 تبدیل می‌شود و تولید سیلانول در سطح ماده رخ می‌دهد.
Si⎯O⎯Si + H2O→ Si⎯OH + OH⎯Si
۳. گروه سیلانول در سطح ماده متراکم می‌شود و لایه سیلیکاژل در سطح بیوگلس تشکیل می‌دهد.
Si⎯OH + Si⎯OH → Si⎯O⎯Si
۴. یون‌های کلسیم و فسفات موجود در مایع بدن در لایه سیلیکا جمع می‌شود و CaO-P2O5 اولیه را در بالای لایه سیلیکا تشکیل می‌دهد.
۵.CaO-P2O5 تولید شده در مرحله قبل با هیدروکسیل و کربنات محلول در مایعات بدن کریستالیزه می‌شود. این لایه هیدروکسیل آپاتیت کربن دار (HCA)نامیده می‌شود.
۶. فاکتورهای رشد به سطح شیشه زیست فعال به دلیل شباهت ساختاری و شیمیایی آن با هیدروکسی آپاتیت جذب می‌شوند.
۷. فاکتورهای رشد جذب شده ماکروفاژهای M2 را فعال می‌کنند. این ماکروفاژها باعث بهبود زخم و مهاجرت سلول‌های پروژنیتور به محل آسیب می‌شوند. در تضاد با آن ماکروفاژهای M1 وقتی یک ماده زیست ناسازگار ایمپلنت می‌شود فعال می‌شوند و یک پاسخ التهابی ایجاد می‌کنند.
۸. به دنبال فعال شدن ماکروفاژهای M2 سلول‌های بنیادی مزانشیمال و سلول‌های استئوپروژنیتور به سطح بیوگلس مهاجرت می‌کنند و به لایه HCA متصل می‌شوند.
۹. سلول‌های بنیادی و پیش ساز استخوانی در لایه HCA به سلول‌های رده استخوانی خصوصاً استئوبلاست تمایز میابند.
۱۰. استئوبلاست‌های تمایز یافته ترکیبات ECM, کلاژن نوع ۱ و ترکیبات پروتئینی اصلی استخوان را ایجاد می‌کنند.
1. در ماتریکس مواد معدنی رسوب می‌کند همان‌طور که در استخوان طبیعی اتفاق می‌افتد. کریستال‌های هیدروکسی آپاتیت نانویی یک ساختار لایه‌ای که سطح آن را کلاژن می‌پوشاند تشکیل می‌دهند.
2. در ادامه این واکنش‌ها رشد استخوان ادامه می‌یابد با سلول‌های تازه که رشد و ترمیم بافت را انجام می‌دهند.